# آنتونیو برتالی

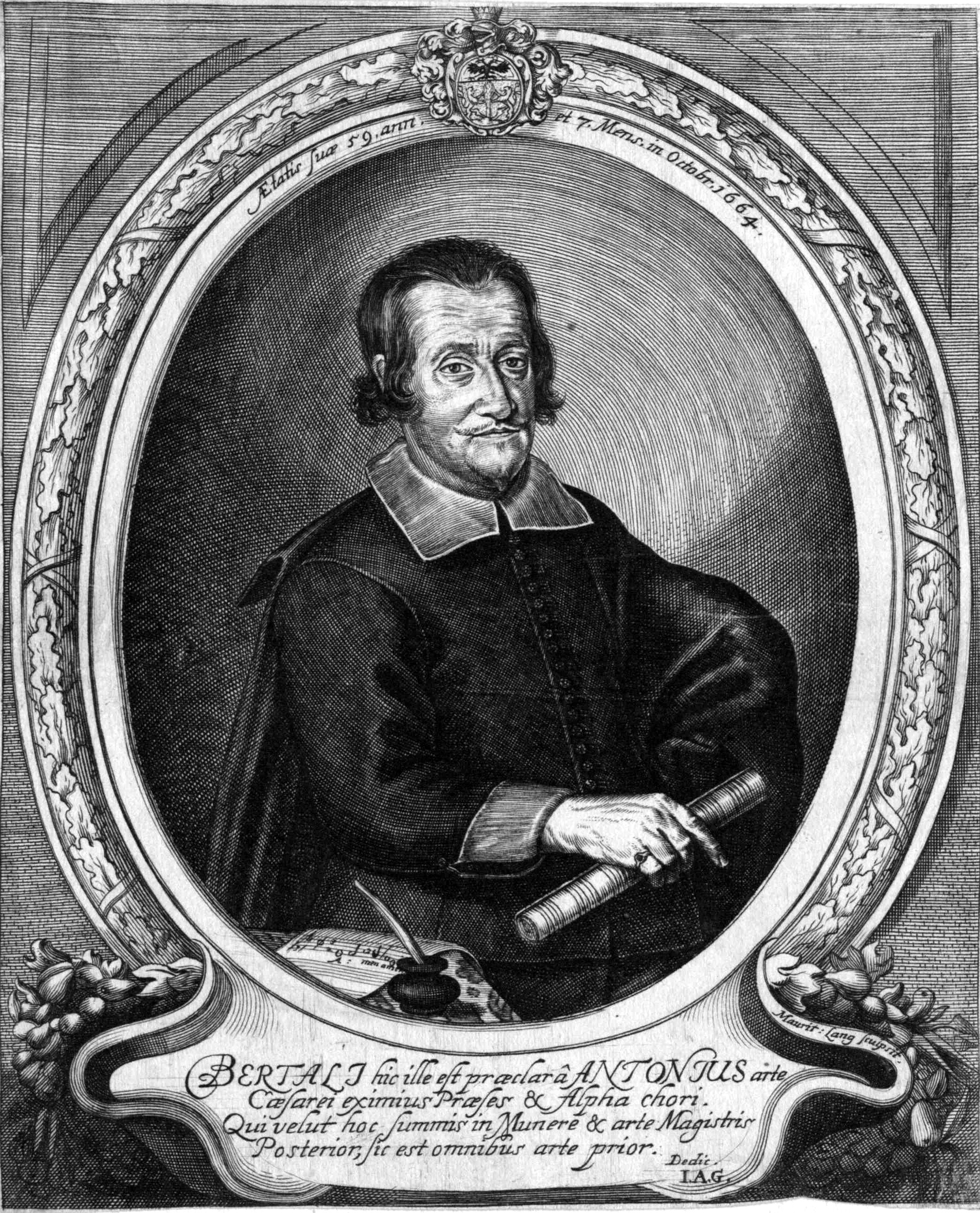
آنتونیو برتالی.

آنتونیو برتالی (به ایتالیایی: Antonio Bertali) آهنگساز و ویولننواز موسیقی دوره باروک اهل ایتالیا بود.
وی در مارس ۱۶۰۵ میلادی در ورونا زاده شد و در ۱۷ آوریل ۱۶۶۹ میلادی درگذشت.